# Cœur de maman

 Cœur de maman  est un film de René Delacroix produit en 1953, dont le scénario est tiré d'une pièce de théâtre d'Henry Deyglun (La Mère abandonnée, écrite en 1952 qui sera rebaptisée Cœur de maman). 

## Synopsis
Le film qui a fait parler tout le Québec, raconte la triste histoire d’une veuve hébergée par une belle-fille dure et pingre. Réunissant les vertus du passé de générosité, de bonté et de dévouement, le personnage de Marie Paradis est un modèle de la mère traditionnelle, aimante, tolérante et compréhensive.

## Fiche technique
- Réalisation : René Delacroix
- Production : Richard J. Jarvis
- Scénario : Henry Deyglun
- Photographie : Drummond Drury
- Montage : Anton Van De Water
- Musique : Germaine Janelle
- Date de sortie: 25 septembre 1953

## Distribution
- Jeanne Demons : Marie Paradis
- Paul Desmarteaux : Le docteur Lapointe
- Jean-Paul Dugas : Jacques Paradis
- Paul Guèvremont : François Paradis
- Jean-Paul Kingsley : Joseph
- Yvonne Laflamme : Pauline Paradis
- Henri Norbert : Monseigneur Payot
- Rose Ouellette : Mme Laframboise
- Rosanna Seaborn : Céleste Paradis
- Denise St-Pierre : Suzy

(Liste non exhaustive)